# Nalle Puh-kex
Nalle Puh Kex var en kexprodukt från Göteborgs Kex i Kungälv.
Kexen var formade som figurer ur fabeln Nalle Puh och var smaksatta med vanillin. Produkten utsågs 2007 till en av årets sämsta produkter för barn av Konsumentföreningen Stockholm med anledning av att kexen marknadsfördes med ordet "fullkorn" på förpackningen, trots att kexen endast innehöll 12 procent fullkornsmjöl. I januari samma år återkallade Göteborgs Kex samtliga kexpaket efter att man upptäckt att produkten kunde innehålla spår av allergena ämnen som inte fanns angivna på paketet.